# Stigliano
Stigliano (Stëgghiànë o Stëgliànë in dialetto lucano) è un comune italiano di 3 441 abitanti della provincia di Matera in Basilicata.

## Geografia fisica

### Territorio
Stigliano si trova a 909 m s.l.m. nella parte centro-occidentale della provincia di Matera al confine con la parte centro-orientale della provincia di Potenza. È il comune più alto della provincia di Matera ed estende i suoi territori per 209 km².
Confina a nord con i comuni di Accettura (18 km) e San Mauro Forte (31 km), ad est con Craco (26 km) e Montalbano Jonico (47 km), a sud con i territori di Aliano (14 km), Sant'Arcangelo (PZ) (33 km) e Tursi (42 km), mentre ad ovest con Cirigliano (18 km) e Gorgoglione (20 km).
È sede della comunità montana Collina Materana.
- Classificazione sismica: zona 2 (sismicità medio-alta)[6], Ordinanza PCM n. 3274 del 20/03/2003

### Clima
Secondo i dati medi del trentennio 1961-1990, la temperatura media del mese più freddo, gennaio, si attesta a +3,4 °C, mentre quella del mese più caldo, agosto, è di +22,2 °C.
| Stigliano          | Mesi | Mesi | Mesi | Mesi | Mesi | Mesi | Mesi | Mesi | Mesi | Mesi | Mesi | Mesi | Stagioni | Stagioni | Stagioni | Stagioni | Anno |
| Stigliano          | Gen  | Feb  | Mar  | Apr  | Mag  | Giu  | Lug  | Ago  | Set  | Ott  | Nov  | Dic  | Inv      | Pri      | Est      | Aut      | Anno |
| ------------------ | ---- | ---- | ---- | ---- | ---- | ---- | ---- | ---- | ---- | ---- | ---- | ---- | -------- | -------- | -------- | -------- | ---- |
| T. max. media (°C) | 6,1  | 7,2  | 9,8  | 13,3 | 18,7 | 23,4 | 27,0 | 27,5 | 23,1 | 16,8 | 12,0 | 8,4  | 7,2      | 13,9     | 26,0     | 17,3     | 16,1 |
| T. min. media (°C) | 0,7  | 0,7  | 2,6  | 5,6  | 10,2 | 13,9 | 16,7 | 17,0 | 13,9 | 9,5  | 5,9  | 2,6  | 1,3      | 6,1      | 15,9     | 9,8      | 8,3  |

- Classificazione climatica di Stigliano[8]:
  - Zona climatica E;
  - Gradi giorno 2472.

## Storia
Stigliano fu fondato dai Lucani; in seguito passò sotto i Greci di Metaponto. Il nome risale, forse, all'epoca romana: deriva probabilmente dalla famiglia degli Hostilius, della quale il paese era una delle proprietà. Il nome antico era quindi Hostilianus, da cui Ostigliano e quindi Stigliano.
Dopo le invasioni barbariche Stigliano passò ai Longobardi che lo inclusero nel Principato di Salerno. Nel 1070 fu donato al vescovo di Tricarico.
Nel 1269 andò a Carlo d'Angiò, che lo infeudò a Giacomo di Bosciniano nel 1274. Nel 1289 Carlo II lo affidò alla potentissima famiglia napoletana dei Carafa. Dalla metà del XIV secolo appartenne ai Della Marra per tornare per matrimonio nel XVI secolo ai Carafa. Con la morte di Anna, ultima principessa di Stigliano di casa Carafa, il titolo e tutta la proprietà passò alla famiglia spagnola del marito, duca di Medina. Con l'estinzione di questo ramo la località tornò in Regio Demanio. Sul finire del secolo XVIII venne tenuta con titolo di principato dalla famiglia Colonna che ne mantiene il titolo.
Nel 1806, aboliti i privilegi feudali, Stigliano passò sotto l'amministrazione diretta del Regno di Napoli prima e del Regno delle Due Sicilie poi. 

Nel 1861 entrò nel Regno d'Italia. Fu occupata in seguito dai briganti di Carmine Crocco dopo uno scontro con il regio esercito, noto come battaglia di Acinello. Concluso il combattimento Crocco e José Borjes, vincitori, fecero il loro ingresso a Stigliano dove furono bene accolti da parte della popolazione. Un'altra parte degli abitanti della cittadina decise invece di scappare, Scortata dai resti del 62º fanteria e da guardie nazionali si diresse verso San Mauro. Lungo il tragitto i fuggitivi furono attaccati da un nucleo di “briganti” di ritorno da una ricognizione che, al comando del Caruso, raggiunse Crocco a Stigliano dopo aver fatto bottino.
Negli anni del fascismo Stigliano fu un luogo di confino riservato ai fascisti dissidenti, in quanto, trovandosi a quasi 1000 metri d'altitudine, era l'unica località lucana esente alla malaria. Ad essi si aggiunse, tra il 1940 e il 1943, anche un gruppo di 6 profughi ebrei in internamento civile; furono tutti liberati con l'arrivo dell'esercito alleato nel settembre 1943.

## Monumenti e luoghi d'interesse

### Architetture religiose

#### Convento di Sant'Antonio

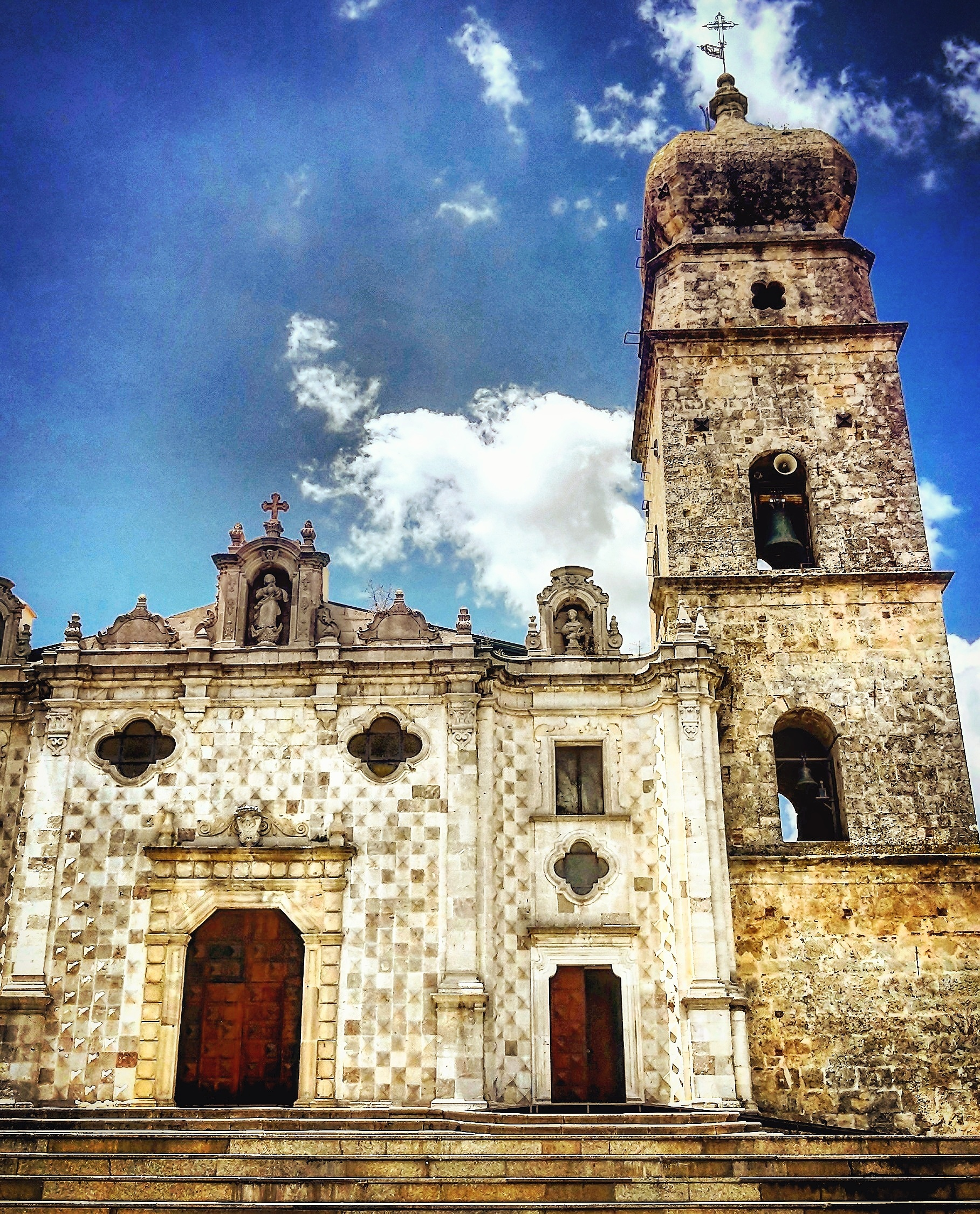
Stigliano - chiesa di Sant'Antonio da Padova

Il convento risale al XVII secolo, conserva un importante crocifisso ligneo, attribuito a padre Umile da Petralia, creatore di molte opere simili in zona. Tale effigie, secondo la tradizione popolare, si rese protagonista in passato di un prodigioso miracolo, attestato inoltre da una preziosa tavoletta lignea del tempo: liberò la cittadina dalla peste.
Il 1º ottobre 1656, secondo la leggenda, una luce luminosa e un rombo portentoso si abbatterono in chiesa avvolgendo l'imponente opera d'arte, nel momento in cui il volto del Cristo, fino ad allora chinato sulla parte sinistra, si spostò verso quella destra. Nello stesso attimo in cui avvenne questo prodigioso evento, Stigliano fu liberata dal terribile morbo che aveva decimato la popolazione a circa 1600 anime.
La chiesa vanta inoltre una facciata barocca del XVII secolo con un imponente campanile con cupola a carattere arabeggiante e due preziosi quadri del XVII secolo, attribuiti ad Antonio Stabile, uno dei quali raffigura la Vergine Maria col Bambino. Un altro dipinto risalente al XVIII secolo raffigurante l'Immacolata con Santo monaco è attribuito a Domenico Guarino.
La Chiesa, che in origine era dedicata a Santa Maria la Nova, probabilmente della struttura attuale comprendeva soltanto la facciata. Il campanile, infatti, apparteneva al convento di Sant'Antonio che si trovava nella parte del paese tutt'oggi conosciuta con il nome di area di Sant'Antonio.

#### Chiesa madre
La chiesa madre è dedicata a Santa Maria Assunta, presenta una facciata in stile barocco.
Essa può vantare numerose opere d'arte tra le quali spicca un sontuoso polittico del XVI secolo attribuito a Simone da Firenze, caratterizzato da una solenne statua della Vergine (Madonna del Polittico) e da dipinti con santi, angeli e Dio Padre. Esso apparteneva al convento di Sant'Antonio che fu distrutto nel XIX secolo così come una statua lignea di Sant'Anna con la Vergine e una Santa Lucia.
La struttura è caratterizzata da una splendida volta in legno dorato nella navata centrale e tante cupole nelle due navate laterali. Molto particolari sono il coro in legno intagliato, fatto rifare nel XIX secolo dall'arciprete Correale, e l'armadio ligneo della sacrestia costruito a spese dell'arciprete Tancredi. Interessante anche la statua della Vergine Assunta, di scuola veneta, conosciuta con il nome di Santa Maria della Neve, che fu donata alla chiesa nel 1522. Notevole la cripta, nella parte sottostante la chiesa, all'interno della quale venivano seppelliti i morti e dove, di recente, sono stati rinvenuti alcuni affreschi.
L'organo a canne della chiesa è stato costruito nel 1930 da Francesco Consoli. A trasmissione pneumatico-tubolare, la sua consolle ha due tastiere di 61 note ciascuna ed pedaliera dritta di 27 note.

### Architetture civili
- Castello e parte della cinta muraria
- Palazzo Santo Spirito
- Palazzo Formica
- Palazzo Porcellini
- Palazzo Vitale
- Palazzo Laviani

## Società

### Evoluzione demografica
Abitanti censiti

Si nota un netto calo della popolazione di Stigliano, soprattutto a causa di un aumento progressivo dell'emigrazione dal 1961, che è arrivata dopo oltre un secolo a scendere sotto i 4 000 abitanti (demoIstat 31-12-2019), perdendo circa 1 000 abitanti ogni 10 anni.

### Etnie e minoranze straniere
Gli stranieri regolari al 31 dicembre 2017 erano 113 (43 maschi e 70 femmine) pari al 2,75% della popolazione stiglianese.

## Cultura

### Istruzione

#### Museo contadino
Molto del passato stiglianese si può ripercorrere toccando con mano suppellettili, arnesi domestici e da lavoro, costumi tradizionali e un magnifico frantoio di pietra raccolti e sistemati con cura da Rocco Derosa e Antonio Fanelli nel prezioso museo L'angolo della memoria: uno spazio ubicato nel centro storico e aperto gratuitamente al pubblico, a cui si aggiunge anche una tipica casa contadina completamente restaurata e arredata e un Centro documentazione ricco di testi e immagini d'interesse storico locale e regionale.

### Cinema
A Stigliano sono state girate alcune scene di  Terra bruciata (1999) di Fabio Segatori. 
I briganti italiani, di Mario Camerini (1961), benché girato in alcune aree della Campania e a Cinecittà, ha come ambientazione Stigliano, in cui il brigante Sante Carbone, interpretato da Ernest Borgnine, si reca per costituirsi all'esercito italiano.

### Cucina
Dolce tipico stiglianese è la laganedd, detto anche dolce della spigolatrice, un tronchetto di pasta ripieno di mandorle, uvetta, cioccolato fondente, cacao, miele e spezie come chiodi di garofano e cannella, tagliato in piccole porzioni. Diffusi sono anche i sospiri, localmente detti i "dolci" (l' dolc'), preparati con crema pasticcera o al cioccolato e ricoperti di glassa.

### Arte pubblica
Dal 2017 Stigliano ospita il festival di arte pubblica "Appartengo". L'evento nato per promuovere il territorio attraverso l'arte urbana attualmente è uno dei più importanti festival di Italia. Nel corso degli anni sono stati realizzati innumerevoli pitture murali da artisti di fama internazionale. L'evento mira a creare una nuova offerta turistica e ad elevare il territorio intero attraverso il dialogo con l'arte contemporanea. Attualmente sono attivi percorsi turistici mirati finalizzati alla fruizione delle varie opere.

### Cammini
Stigliano è inserito nel percorso del Cammino delle ginestre che attraversa anche i Comuni di Aliano, Cirigliano e Accettura e prende il nome dalle piante di ginestra presenti in gran numero lungo i 50 chilometri del cammino.

### Eventi
Dal 2009 nel mese di agosto si svolgono a Stigliano una serie di eventi che culminano con lo spettacolo La leggenda del drago. Si comincia con la Giostra di cavalli e cavalieri, torneo equestre tra i rappresentanti di nove comuni posti a cavallo tra le province di Matera e Potenza e situati nei territori appartenuti in passato al feudatario Eligio Della Marra e poi al principato di Stigliano. Nei giorni successivi nel centro storico si tiene lo spettacolo La leggenda del drago, rappresentazione scenica all'aperto rievocativa dell'arcaico racconto locale secondo il quale un drago che nei pressi di un lago montano divorava persone e greggi fu affrontato ed ucciso dal signore del posto.

## Economia
Sin dagli anni 1990, Stigliano si dedica alla produzione del pistacchio, una delle più grandi d'Europa.
Tra le attività più tradizionali vi sono quelle artigianali, legate alla cultura contadina e pastorale. Queste attività si distinguono per la lavorazione del legno finalizzata sia alla produzione di mobili sia di oggetti casalinghi, oltreché per la lavorazione dei metalli indirizzata alla realizzazione di campanacci per le mucche.

## Amministrazione

### Gemellaggi
- Gigean
- Cardano al Campo (dove sono residenti molti stiglianesi emigrati)

## Sport
Nel comune ha sede la società di calcio A.S.D. Stigliano che ha disputato campionati dilettantistici regionali. La squadra femminile del Real Stigliano calcio a 5 ha militato nel campionato di serie A 2015-2016.